# Pierre Zakrzewski
Pierre Zakrzewski   (París, 16 d'agost de 1966 - Horenka, 14 de març de 2022) va ser un periodista operador de càmera de Fox News amb ciutadania irlandesa i francesa que va morir durant la invasió russa d'Ucraïna del 2022.
Va créixer a Dublín i va assistir al St Conleth's College de Ballsbridge. Va ser reporter de guerra cobrint per a Fox News conflictes bèlics a Iraq, Afganistan i Síria. El desembre del 2021 va rebre el premi Fox News per haver jugat "un apper clau en l'evacuació dels autònoms afganesos i les seves famílies" després de la retirada nord-americana de l'Afganistan.
Va morir durant la invasió russa d'Ucraïna del 2022, el 15 de març del 2022 a Horenka, als afores de Kiev. L'exèrcit rus va atacar el vehicle on anava amb el seu company, Benjamin Hall, que va resultar ferit. En el mateix atac va morir la productora Oleksandra Kuvshinova. Va confirmar la mort de Zakrewski la consellera delegada de la cadena per la qual treballava, Fox News. Va morir amb 55 anys.